# Mengálvio
Mengálvio Pedro Figueiró (ur. 17 grudnia 1939 w Laguna) – były brazylijski piłkarz, pomocnik. Uczestnik mistrzostw świata 1962 w Chile. Mengálvio to wieloletni piłkarz Santos FC.
W swojej karierze występował też w klubach: Aimoré São Leopoldo, Grêmio Porto Alegre oraz Millonarios FC.

## Kariera reprezentacyjna
Ostatnim meczem Mengálvio w reprezentacji było spotkanie z Włochami 12 maja 1963 roku w Mediolanie.

## Sukcesy

### Klubowe
- Campeonato Paulista (6): 1960, 1961, 1962, 1964, 1965, 1967
- Copa do Brasil (5): 1961, 1962, 1963, 1964, 1965
- Puchar Interkontynentalny: 1962, 1963
- Copa Libertadores (2): 1962, 1963

### Reprezentacyjne
- Mundial (1): 1962